# Британская Америка
Брита́нская Аме́рика (англ. British America) — совокупность территорий в Америке, находившихся под контролем Британской короны и Британского парламента.

## История

Географическая карта Северная Америка 1710, Великобритания

Исходным официальным названием британских владений в Америке было Британская Америка и Британские Западные Индии (англ. British America and the British West Indies). Они сильно увеличились в размерах после подписания Парижского мирного договора 1763 года, когда Британия получила Новую Францию. В 1775 году началась Война за независимость США. По завершившему её Парижскому миру Великобритания не только признала независимость Тринадцати колоний, но и передала Испании колонии Восточная Флорида и Западная Флорида.

## Список британских колоний в Америке в 1775 году
- Тринадцать колоний
  - Колонии Новой Англии
    - Провинция Массачусетс-Бэй
    - Провинция Нью-Гэмпшир
    - Колония Род-Айленд и плантация Провиденс (основана в 1636 году баптистами, изгнанными из Массачусетс-Бэй)
    - Колония Коннектикут

  - Средние колонии
    - Провинция Нью-Йорк
    - Провинция Нью-Джерси
    - Провинция Пенсильвания
    - Колония Делавэр

  - Южные колонии
    - Провинция Мэриленд
    - Колония Виргиния
    - Провинция Северная Каролина
    - Провинция Южная Каролина
    - Провинция Джорджия
- Провинция Восточная Флорида
- Провинция Западная Флорида
- Индейский резерват
- Провинция Квебек
- Новая Шотландия
- Остров Принца Эдуарда
- Колония Ньюфаундленд
- Земля Руперта

## Список британских колоний в Америке в 1783 году
- Британская Северная Америка
  - Провинция Квебек
  - Новая Шотландия
  - Нью-Брансуик
  - Остров Принца Эдуарда
  - Колония Ньюфаундленд
  - Земля Руперта
- Британские Наветренные острова
- Остров Ямайка и подчинённые ему территории
  - Ямайка
  - Британский Гондурас
  - Берег Москитов
  - Ислас-де-ла-Баия
  - Каймановы острова
- Багамские Острова
- Бермудские острова
- Барбадос
- Гренада
- Сент-Винсент (отделён от Гренады в 1776)
- Тобаго (отделён от Гренады в 1776)
- Доминика (отделён от Гренады в 1770)